# Suddivisioni della Norvegia
Nel corso della storia le suddivisioni della Norvegia hanno subito numerose modifiche; tuttora sono in corso riforme che portano ad accorpamenti di entità amministrative.
Le suddivisioni amministrative del paese sono due:
- le contee, dette in norvegese fylker (al singolare fylke). Al 2024 sono 15[1] e derivano in parte dalle precedenti suddivisioni risalenti alla costituzione del 1814 e all'indipendenza del paese ottenuta nel 1905.
- i comuni, in norvegese kommuner (al singolare kommune). Al 1º gennaio 2024 ve ne sono 357.

Il numero dei comuni è soggetto a variazioni nel tempo, nei primi anni sessanta erano 744 e sono stati via via accorpati, sono pianificati ulteriori accorpamenti.
Vi sono inoltre delle suddivisioni di natura geografica e informale:
- Le regioni, in norvegese landsdeler (al singolare landsdel). Ve ne sono 5: Nord-Norge, Østlandet, Sørlandet, Trøndelag e Vestlandet.
- I distretti, organizzati sulla base di lingua, cultura o delimitazioni geografiche. Non ve ne è un numero fisso in quanto la suddivisione avviene talvolta su base soggettiva.
- Le città sono divise in sezioni, dette bydeler, anche le comunità suburbane come Bærum sono divise in sezioni.
- Ai fini statistici, analogamente a come avviene negli altri paesi scandinavi, vengono individuate le aree urbane, in norvegese tettsteder (al singolare tettsted). L'82% della popolazione della Norvegia vive in aree urbane. Al 1º gennaio 2018 ce ne sono 995, alcune delle quali estese su più di un comune.[2]